# Juvankoski pappersbruk
Juvankoski pappersbruk grundades år 1820 av ägaren till Johannislunds glasbruk i Kiikala Jean Lignell och som tyst bolagsman hade han kronofogden Erik Wasz. År 1822 hade man byggt brukshuset, som innehöll hjulhus, valsrum och våtverkstad. Två år senare färdigställdes torrverkstaden som även hade en bostad för bokhållaren. Byggnaderna kompletterades senare med en arbetarebostad och ett stall. Lignells finanser blev snart svårskötta, särskilt efter att en av hans söner inte klarade av sitt åtagande att bygga Eckerö post- och tullhus. Han sålde därför pappersbruket till Erik Wasz, som år 1826 fick tillverkningsprivilegiet överfört på sig. Det förefaller dock som om köpet av Lignells hälft av pappersbruket hade finansierats av Wasz svågrar statsrådet Johan Gabriel och landskamreraren Carl Gustav von Bonsdorff. En teknisk beskrivning av bruket 1826 anger att det i brukshuset fanns ett vattenhjul och två valsar. Där fanns också en mjölkvarn. 
Brukets arbetare var under 1830-talet mellan 12 och 14 personer men utökades efterhand till det dubbla. År 1840 tillverkade man skriv- och konceptpapper.  I lagret fanns därtill bättre och sämre utskott och stora mängder av makulatur. Erik Wasz avled 1840 och därefter ägdes halva bruket av Johan Gabriel von Bonsdorff och den andra hälften av änkan Wasz och brodern Carl Gustav. En stor förändring inträffade år 1865 då syskonen von Bonsdorff sålde pappersbruket till pappersmästaren sedan 1842 Wilhelm Bolin, som även drev Terttilä pappersbruk. Han lät bygga två nya valsar och experimenterade med kemisk blekning av papperet. För att få in nytt kapital ombildades pappersbruket till Juvankoski Pappersbruks Bolag och hela bruket byggdes om 1875. Då fick bruket en ny vattenturbin och tre valsar. Därtill installerades en ångmaskin som drev en cylinderpapp- och pappersmaskin. Bland råmaterialen nämns halm, som tillsattes i papp och eventuellt i förhydningspapperet. En brand 1879 försatte bolaget i konkurs.

### Webbkällor
- Byggda kulturmiljöer av riksintresse RKY: Juvankosken historiallinen teollisuusympäristö